# MVB (motorfiets)
MVB is een historisch merk van bromfietsen en motorfietsen.
De bedrijfsnaam was Meccanica M.V.B, Milano.
Italiaans merk dat van 1954 tot 1956 bromfietsen en lichte motorfietsjes met 48-, 125- en 147 cc blokjes bouwde.